# Embrace the Darkness
Pour plus de détails, voir Fiche technique et Distribution.
Embrace the Darkness est un film américain réalisé par Kelley Cauthen sorti en 1999. C'est le premier volet d'une trilogie.

## Synopsis
Les vampires descendent sur Los Angeles à la recherche de victimes pour rejoindre leur culte.

## Fiche technique
- Titre : Embrace the Darkness
- Réalisateur : Kelley Cauthen
- Scénario : Rick Bitzelberger
- Producteur : Nicole Visram
- Producteur exécutif : Kelley Cauthen
- Production :
- Monteur : Ira Garden
- Musique : Nicholas Rivera
- Pays de production :  États-Unis
- Langue : anglais
- Format : Couleurs
- Durée : 93 minutes (1 h 33)
- Date de sortie :
  - États-Unis : 5 octobre 1999

## Distribution
- Madison Clark : Jennifer
- Angelia High : Miranda
- Kevin Spirtas : Galen
- Colleen McDermott : Shelby
- Jennifer Ludlow : Paige
- Cliff Potts : Turner
- Brad Bartram : Ryan
- Jason Schnuit : Ted